# Рябинино (Юрьев-Польский район)
Рябинино — село в Юрьев-Польском районе Владимирской области России, входит в состав Красносельского сельского поселения.

## География
Село расположено в 24 км на северо-запад от райцентра города Юрьев-Польский.

## История
В 1863 году от неосторожного обращения с огнем сгорела бывшая деревянная церковь. Между сохранившимися от пожара вещами обращает внимание колокол, с надписью, свидетельствующей о древности Христорождественского храма в Рябинине. По надписи в октябре 1611 года колокол был пожалован церкви Иваном Алексеевичем Головиным. В 1893 году в селе Рябинине было 24 двора, мужчин — 75, женщин — 88. В годы Советской Власти церковь была полностью разрушена. 
В конце XIX — начале XX века село входило в состав Горкинской волости Юрьевского уезда.
С 1929 года село входило в состав Горкинского сельсовета Юрьев-Польского района.

## Население
| 1859 |
| ---- |
| 148  |

| 1859 | 1905 | 2002 | 2010 | 2021 |
| ---- | ---- | ---- | ---- | ---- |
| 148  | ↗152 | ↘2   | ↘0   | →0   |